# سیارک ۵۶۴۹
سیارک ۵۶۴۹ (به انگلیسی: 5649 Donnashirley، نامگذاری:1990WZ2) پنج هزار و ششصد و چهل و نهمین سیارک کشف شده‌است که در ۱۸ نوامبر ۱۹۹۰ کشف شد.
قدر مطلق سیارک برابر ۱۳٫۲۰ است.